# Annenieki (pagasts)
Annenieki (en letton : Annenieku pagasts) est un pagasts de Lettonie. Il fait partie du Dobeles novads. Ses plus grandes communes sont Annenieki, Ausātas, Bērzupe, Ļukas, Slagūne et Kaķenieki qui en est le centre administratif. Son territoire s'étend sur 8 558 ha, dont 5 374 ha sont des terres agricoles. C'est le pays natal du peintre Valdemārs Tone.
Sur le territoire du pagasts se trouve le lac de barrage de Slagūne, les cours d'eau : Balžņa, Bērze, Bikstupe, Grauzdupe. Il est traversé par l'autoroute Rīga (Skulte) - Liepāja, ainsi que la ligne du chemin de fer Rīga - Liepāja.

## Histoire
Dans les documents officiels, on en fait mention pour la première fois en 1835, sous le nom d'Annasmuižas pagasts qu'on change en Annenieku pagasts en 1820. À l'époque, le territoire fait partie de l’arrondissement de Tukums et compte 1 365 habitants pour 72,3 km2. En 1945, on y fonde en conseil municipal qui fonctionnera jusqu'à 1949. En 1958, on y inclut le territoire du kolkhoze "Vārpa" et, en 1963, celui du sovkhoze "Kaķenieki". En 2009, Annenieku pagasts est administrativement attaché à Dobeles novads.

## Lieux touristiques et monuments
- Āža kalns - colline naturelle qui s'est formée quand le cours d'eau Bērze a modifié son lit. À côté se trouve une chênaie. L'endroit se situe à la sortie du village de Kaķenieki
- Cibēnu cepures kalns - colline naturelle et le nécropole d'âge du fer près de l'étang Kapeņu (Cibēnu). Au pied de la colline se trouve la pierre de sacrifice.
- Stèle commémorative de Kambari dédiée aux soldats de la Deuxième Guerre mondiale qui ont péri à cet endroit en 1944-1945, se trouve sur le chemin entre Annenieki à Kaķenieki à droite, à 1 km de la chaussée.
- Mémorial aux victimes de la terreur communiste à Annenieki. Il honore la mémoire de ses habitants qui le 25 mars 1949 ont été déportés vers les camps de Sibérie. Il a été inauguré le 25 mars 1989.
- Annasmuiža - vieux domaine à Annenieki. Un bâtiment du XIXe siècle, dans le temps, la propriété du baron von Rekke.
- "Maison du peuple" à Annenieki. Bâtie en 1930, avec l'aide du Fonds culturel, aujourd'hui c'est une salle de concerts qui peut accueillir environ 600 personnes.
- École d'Annenieki. Deux bâtiments qui se situent non loin de l'église. Le premier construit d'abord en bois, a été ouvert en 1850. En 1904, il a été reconstruit en briques rouges avec la contribution du baron von Rekke. Le second dit « le Bâtiment blanc », de l'autre côté de la rue, servait au départ au conseil municipal avant d'être transformé en école en 1923.
- Église d'Annenieki construite en 1711 - classée monument historique[2].